# Декемврийски преврат в БЗНС (1989)
Декемврийския преврат в БЗНС, известен и като земеделския 10 ноември, се нарича смяната на основните ръководители на БЗНС, управлявали партията и държавата съвместно с БКП, по времето на Тодор Живков. Смяната е аналогична на проведения на 10 ноември 1989 г. Пленум на ЦК на БКП и обхваща свалянето от ръководните постове и властта на тримата главни ръководители на БЗНС: Петър Танчев – секретар на БЗНС и първи зам. председател на Държавния съвет на НРБ, Алекси Иванов – секретар на Постоянното присъствие на БЗНС и Пандо Ванчев – също към момента Секретар на Постоянното присъствие на БЗНС, както и члена на Постоянното присъствие на БЗНС и доскорошен министър на народното здраве и социалните грижи – Радой Попиванов, и избора на Ангел Димитров. Решенията за смяната на ръководителите и избора на нов лидер на БЗНС са взети на заседание на Управителния съвет на БЗНС, което е аналогично на предхождащите го пленуми на ЦК на БКП на 10 и 16 ноември 1989 г.

## История

### Развитие на събитията
На 10 ноември 1989 г. Генералния секретар на ЦК на БКП Тодор Живков е свален от поста и на негово място е избран Петър Младенов, а на 17 ноември 1989 г. е освободен и като Председател на Държавния съвет (ДС) и съответно отново Петър Младенов е избран за такъв. През Втория пленум на ЦК на БКП, провел се на 16 ноември 1989 г., са свалени от постовете си Димитър Стоянов, Милко Балев и Григор Филипов.
Съгласно обстоятелствата по смените в БКП аналогично започват искания за смени и в съюзника и коалиционен партньор на БКП – БЗНС. На 20 ноември 1989 г. се провежда заседание на ПП на БЗНС на което секретарят на БЗНС – Петър Танчев и Организационния секретар – Алекси Иванов, предлагат да се гласува решение на ПП на БЗНС, с което решението от 8 ноември 1989 г. за оставка на Танчев се отменя и с което няма да се правят смени в ръководството на БЗНС, независимо от смените в БКП. Решението не е прието поради отказа на всички, без Петър Танчев и Алекси Иванов, а повечето от участниците се изказват, че от ръководството трябва да излязат Петър Танчев и Алекси Иванов, както и Пандо Ванчев и Радой Попиванов и кандидатури за нов Секретар на БЗНС не трябва да бъдат нито един от тези ръководители. Тогава се поставя и за пръв път въпроса за оставката на цялото ръководство на БЗНС. На 22 ноември 1989 г. се провежда среща в кабинета на Генералния секретар на ЦК на БКП, между новите ръководители на БКП – Петър Младенов и новият организационен секретар на ЦК на БКП – Андрей Луканов, със секретаря на БЗНС – Петър Танчев и секретаря на ПП на БЗНС – Алекси Иванов, която се провежда в напрегната обстановка поради различията между новите ръководители на БКП и старите ръководители на БЗНС.

### Предложения
На 28 ноември 1989 г. ЦК на БКП предлага на БЗНС да избере Светла Даскалова, дотогава член на ПП на БЗНС и министър на правосъдието, за секретар на БЗНС. Петър Танчев, обаче успява да убеди Даскалова да оттегли кандидатурата си за лидер и Ангел Димитров се предлага на заседание на УС на БЗНС ден по-късно, да бъде избран за секретар на БЗНС, а свалени да бъдат – Петър Танчев, Алекси Иванов и Пандо Ванчев като секретари на ПП на БЗНС, а Радой Попиванов да бъде изваден от състава на ръководството на БЗНС.

### Решение
Документите за новото заседание са подготвени на 1 декември и само ден по-късно предложени за гласуване на пленума на Управителния съвет на БЗНС, който единодушно гласува и освобождава секретарите на ПП на БЗНС – Петър Танчев, Алекси Иванов, Пандо Ванчев и Радой Попиванов като член на ПП на БЗНС и избра за секретар на БЗНС – Ангел Димитров. На 14 декември 1989 г. е избран и за първи заместник-председател на Държавния съвет на НРБ, след като Петър Танчев е освободен и от този пост. На следващо заседание на УС на БЗНС, проведено на 22 декември 1989 г., за секретари на ПП на БЗНС са избрани Виктор Вълков и Светла Даскалова. На същото заседание Петър Танчев, Алекси Иванов и Пандо Ванчев, както и още 22-ма души, близки до тях, са извадени и от състава на УС на БЗНС и всички негови органи.